# 333
333（三百三十三、さんびゃくさんじゅうさん）は自然数、また整数において、332の次で334の前の数である。

## 性質
- 333は合成数であり、約数は 1, 3, 9, 37, 111 と 333 である。
  - 約数の和は494。
    - 約数の和が回文数になる29番目の数である。1つ前は325、次は365。(オンライン整数列大辞典の数列 A028980)
- 43番目の回文数である。1つ前は323、次は343。
  - 一桁の数を除くと33番目の回文数である。
  - 3が3つ並ぶゾロ目である。1つ前は222、次は444。(オンライン整数列大辞典の数列 A014181)
  - 回文数がハーシャッド数となる14番目の数である。1つ前は252、次は414。
- 93番目のハーシャッド数である。1つ前は330、次は336。
  - 9を基としたとき31番目のハーシャッド数である。1つ前は324、次は342。
- 各位の積が各位の和の3倍になる9番目の数である。1つ前は325、次は352。(オンライン整数列大辞典の数列 A062035)
- 各位の立方和が81になる最小の数である。次は1224。(オンライン整数列大辞典の数列 A055012)
  - 各位の立方和が n になる最小の数である。1つ前の80は224、次の82は1333。(オンライン整数列大辞典の数列 A165370)
  - 各位の立方和が平方数になる32番目の数である。1つ前は321、次は400。(オンライン整数列大辞典の数列 A197039)
- 1/333 ＝ 0.003... (下線部は循環節で長さは3)
  - 逆数が循環小数になる数で循環節が3になる14番目の数である。1つ前は296、次は370。(オンライン整数列大辞典の数列 A069105)
- 333 = 32 + 182
  - 異なる2つの平方数の和で表せる100番目の数である。1つ前は328、次は337。(オンライン整数列大辞典の数列 A004431)
- 333 = 42 + 112 + 142 = 82 + 102 + 132
  - 3つの平方数の和2通りで表せる83番目の数である。1つ前は332、次は337。(オンライン整数列大辞典の数列 A025322)
  - 異なる3つの平方数の和2通りで表せる61番目の数である。1つ前は330、次は339。(オンライン整数列大辞典の数列 A025340)
- 333 = 32 × 37
  - 2つの異なる素因数の積で p2 × q の形で表せる42番目の数である。1つ前は332、次は338。(オンライン整数列大辞典の数列 A054753)
- すべての桁が素数である42番目の数である。1つ前は332、次は335。(オンライン整数列大辞典の数列 A046034)
- 桁の調和平均が3になる9番目の数である。1つ前は326、次は362。(オンライン整数列大辞典の数列 A062181)
例．3/1/3 + 1/3 + 1/3 = 3
- 333 = 3 × (102 + 10 + 1) = 3 × (112 − 11 + 1)
  - n = 10 のときの 3(n2 + n + 1) の値とみたとき1つ前は273、次は399。(オンライン整数列大辞典の数列 A259711)
- 333 = 182 + (3 + 2 + 4)
  - n = 18 のときの n2 とその各位の和との和とみたとき1つ前は308、次は371。(オンライン整数列大辞典の数列 A171613)
- 333 = 232 − 196
  - n = 23 のときの n2 − 142 の値とみたとき1つ前は288、次は380。(オンライン整数列大辞典の数列 A132770)

## その他 333 に関連すること
- 西暦333年
- グレゴリオ暦の平年において、年始から数えて333日目は11月29日。
- 東京タワーの高さは333mと広報されている。
- エアバスA330-300の略。A333
- 松本零士のSF漫画『銀河鉄道999』に登場する、銀河鉄道株式会社が保有する鉄道車両。公式設定ではカペラ高速線を走る特急333(スリー・スリー(Three Three))号（別名:ベガラス3号(Vegallus No.3)）とされている。
- 朝日放送で1965年-1966年に放送されたテレビドラマ『バックナンバー333』。
- テレビ朝日のバラエティ番組『333 トリオさん』。
- ベトナムのサイゴンブリューワリーのビール『333（バーバーバー）』。（ビアサイゴンの項参照）
- 読売新聞社が公表する読売株価指数、通称「読売333」。
- フェラーリ・333SP